# Villers-sous-Montrond
Pour les articles homonymes, voir Villers.
Villers-sous-Montrond est une ancienne commune française située dans le département du Doubs en région Bourgogne-Franche-Comté.
C'est un petit village à l'aspect rural encore très marqué, malgré la présence proche de Besançon.
Depuis le 1er janvier 2022, elle a fusionné avec Mérey-sous-Montrond pour former la commune nouvelle des Monts-Ronds.

## Géographie
Située près de Besançon, non loin de la vallée de la Loue (vallée où est né Gustave Courbet) dans le département du Doubs, et dans la Franche-Comté. Mais aussi à côté de Tarcenay.

## Urbanisme

### Typologie
Villers-sous-Montrond est une commune rurale, car elle fait partie des communes peu ou très peu denses, au sens de la grille communale de densité de l'Insee,,,.
Par ailleurs la commune fait partie de l'aire d'attraction de Besançon, dont elle est une commune de la couronne. Cette aire, qui regroupe 312 communes, est catégorisée dans les aires de 200 000 à moins de 700 000 habitants,.

### Occupation des sols
L'occupation des sols de la commune, telle qu'elle ressort de la base de données européenne d’occupation biophysique des sols Corine Land Cover (CLC), est marquée par l'importance des territoires agricoles (49,1 % en 2018), néanmoins en diminution par rapport à 1990 (50,9 %). La répartition détaillée en 2018 est la suivante : 
forêts (43,9 %), prairies (31,3 %), zones agricoles hétérogènes (17,8 %), zones urbanisées (4,1 %), mines, décharges et chantiers (2,8 %). L'évolution de l’occupation des sols de la commune et de ses infrastructures peut être observée sur les différentes représentations cartographiques du territoire : la carte de Cassini (XVIIIe siècle), la carte d'état-major (1820-1866) et les cartes ou photos aériennes de l'IGN pour la période actuelle (1950 à aujourd'hui).

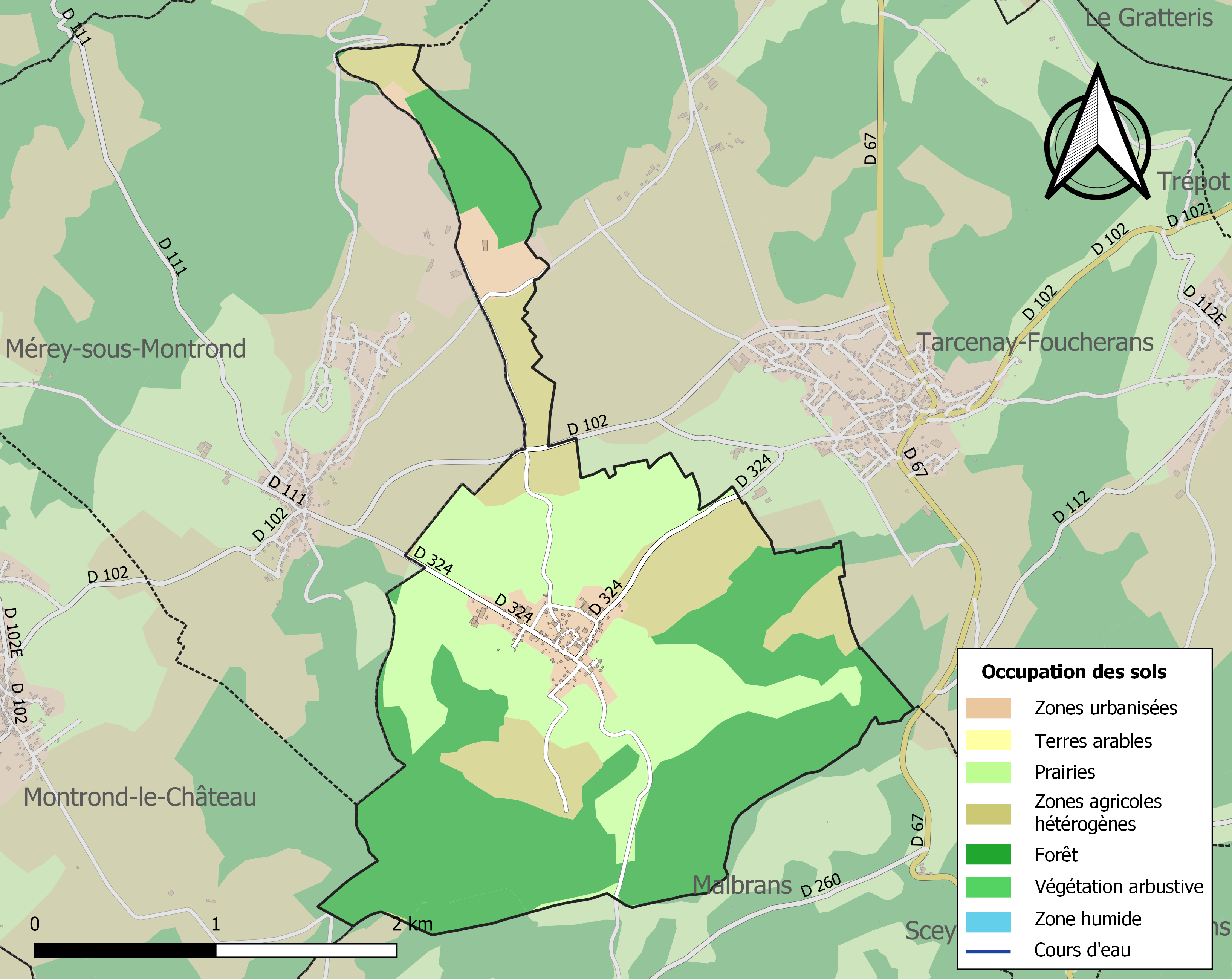
Carte des infrastructures et de l'occupation des sols de la commune en 2018 (CLC).

## Histoire
Les différents noms de Villers au fil du temps
Villario juxta Ceys, Veler en 1239 ; Viler en 1249 ; Veler desoz Montron en 1292 ; Villers soz Montrond en 1316 ; Viller subtus Montrond au XIVe siècle ; Villers soubz Montron  en 1547 ; Villers-sous-Montrond de nos jours.
Démographie historique
- 1593 : 186 habitants, 1657 : 105 habitants, 1688 : 59 habitants, 1790 : 265 habitants, 1826 : 210 habitants.
Pertes subies au cours des dernières guerres
- 1914-1918 : 7, 1939-1945 : 2.

## Politique et administration
| Période                                  | Période          | Identité          | Étiquette | Qualité |
| ---------------------------------------- | ---------------- | ----------------- | --------- | ------- |
| avant 1995                               | ?                | Hubert Valot      |           |         |
| mars 2001                                | 31 décembre 2021 | Frédéric Bonnefoi | DVG       | Cadre   |
| Les données manquantes sont à compléter. |                  |                   |           |         |

## Démographie
L'évolution du nombre d'habitants est connue à travers les recensements de la population effectués dans la commune depuis 1793. Pour les communes de moins de 10 000 habitants, une enquête de recensement portant sur toute la population est réalisée tous les cinq ans, les populations de référence des années intermédiaires étant quant à elles estimées par interpolation ou extrapolation. Pour la commune, le premier recensement exhaustif entrant dans le cadre du nouveau dispositif a été réalisé en 2004.

En 2018, la commune comptait 210 habitants, en évolution de +11,7 % par rapport à 2012 (Doubs : +1,88 %, France hors Mayotte : +2,11 %).
| 1793 | 1800 | 1806 | 1821 | 1831 | 1836 | 1841 | 1846 | 1851 |
| ---- | ---- | ---- | ---- | ---- | ---- | ---- | ---- | ---- |
| 246  | 246  | 218  | 216  | 228  | 237  | 238  | 235  | 214  |

| 1856 | 1861 | 1866 | 1872 | 1876 | 1881 | 1886 | 1891 | 1896 |
| ---- | ---- | ---- | ---- | ---- | ---- | ---- | ---- | ---- |
| 209  | 213  | 212  | 193  | 206  | 190  | 201  | 203  | 191  |

| 1901 | 1906 | 1911 | 1921 | 1926 | 1931 | 1936 | 1946 | 1954 |
| ---- | ---- | ---- | ---- | ---- | ---- | ---- | ---- | ---- |
| 178  | 184  | 177  | 149  | 159  | 125  | 123  | 102  | 90   |

| 1962 | 1968 | 1975 | 1982 | 1990 | 1999 | 2004 | 2006 | 2009 |
| ---- | ---- | ---- | ---- | ---- | ---- | ---- | ---- | ---- |
| 95   | 113  | 112  | 139  | 148  | 163  | 161  | 159  | 174  |

| 2014 | 2018 | - | - | - | - | - | - | - |
| ---- | ---- | - | - | - | - | - | - | - |
| 205  | 210  | - | - | - | - | - | - | - |

## Label
Les pelouses des genévriers, à l'est du bourg, sont labellisées espace naturel sensible au titre des pelouses sèches.

## Lieux et monuments
Le village possède plusieurs bâtiments inscrits à l'Inventaire général du patrimoine culturel : 
- L'église saint Désiré qui dépendait du chapitre métropolitain de Besançon. Elle est attestée depuis 1239, date du soubassement du clocher et du portail ; le chœur de syle flamboyant doit dater du XVIe siècle, la nef a été rebatie en 1703 et le chœur en 1789 ; les retables en bois doré, les confessionnaux et la chaire sont du XVIIIe [14](à cette époque, l'église, comme beaucoup d'autres en France, a subi des dégâts par les révolutionnaires). On a effectué plusieurs réparations sur l'édifice. En 1856-1857, on en refit la toiture, on construisit une sacristie en 1870, et on fit des travaux en 1922-1923. Elle est équipée de deux cloches :
  - Une grosse : son poids est estimé à environ 650 kg et elle mesure 106,2 cm de diamètre. Cette cloche est décorée par un beau crucifix de 27 cm. Hélas, malgré la bonne qualité du bronze, cette cloche sonne faux parce qu'il lui manque un bout de bronze de 27×7×16 cm.
  - Une petite : elle pèse environ 450 kg et mesure 90,4 cm de diamètre. Cette cloche aussi est usée (surtout à l'angle de frappe du battant), mais il ne lui manque pas de bronze.
- Le château[15] du XVIIe siècle,
- La mairie[16] du XIXe siècle
- Trois fontaines du XIXe siècle
- Plusieurs fermes des XVIIIe et XIXe siècles

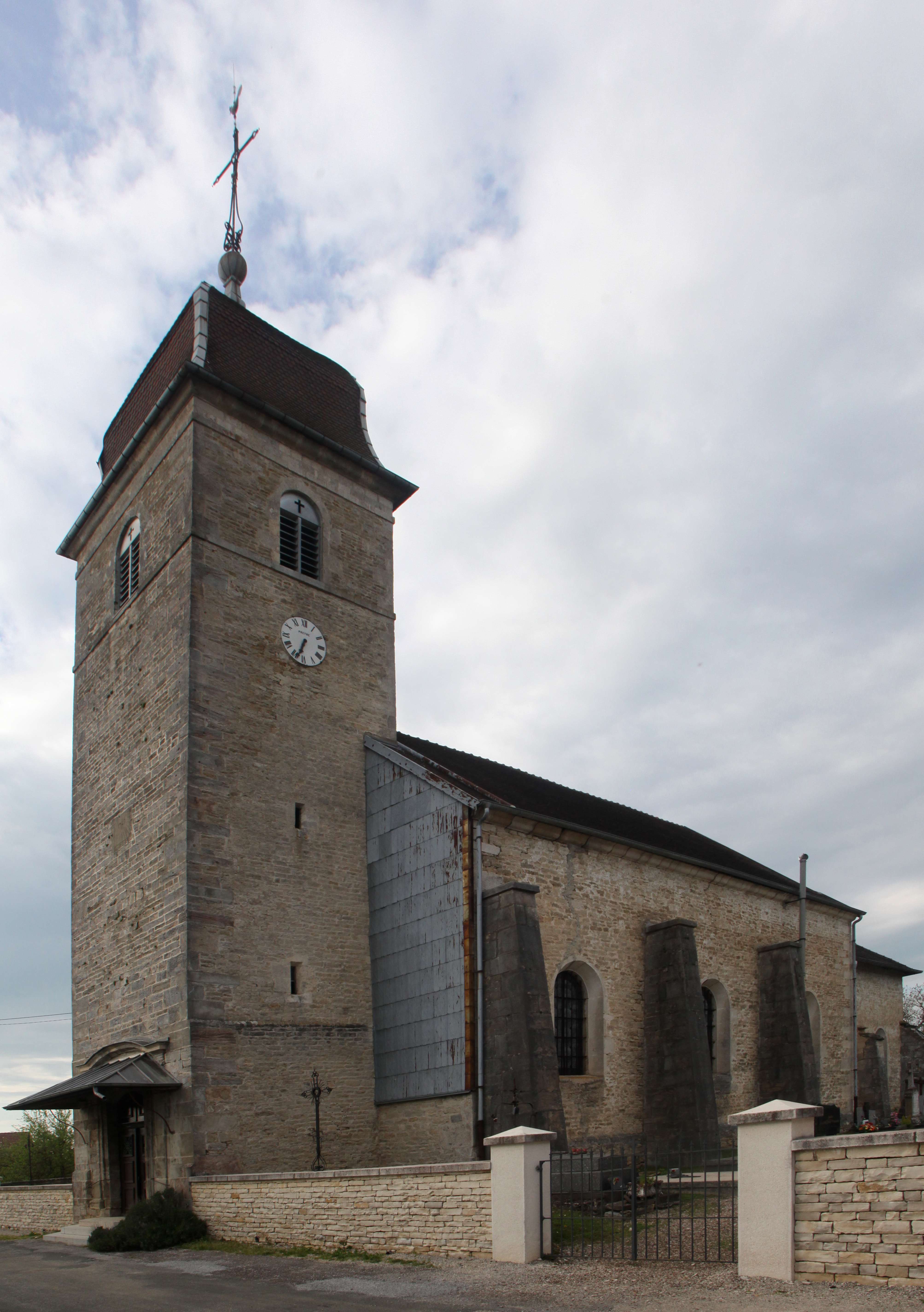
Église.
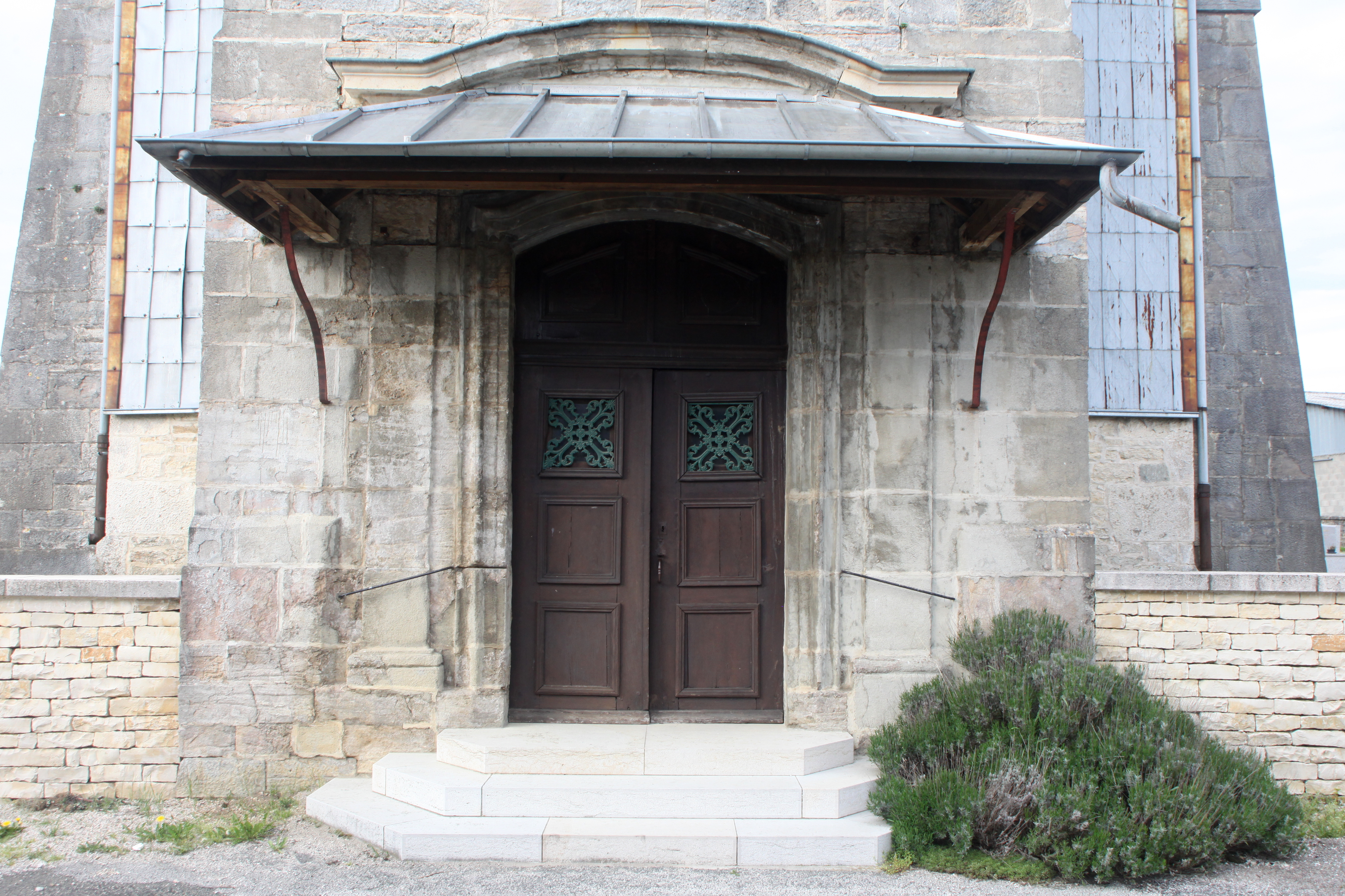
Portail de l'église.
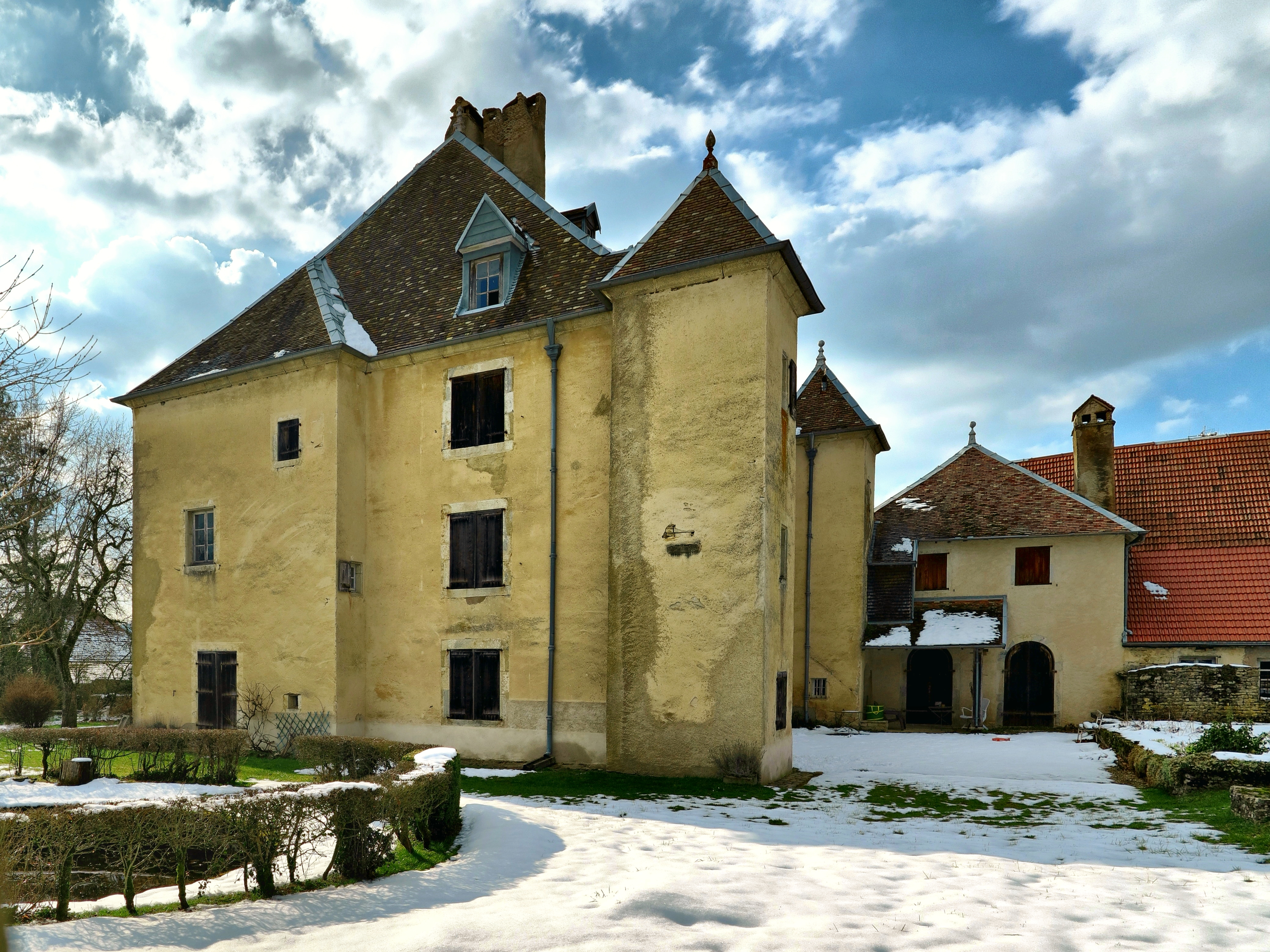
Le château.
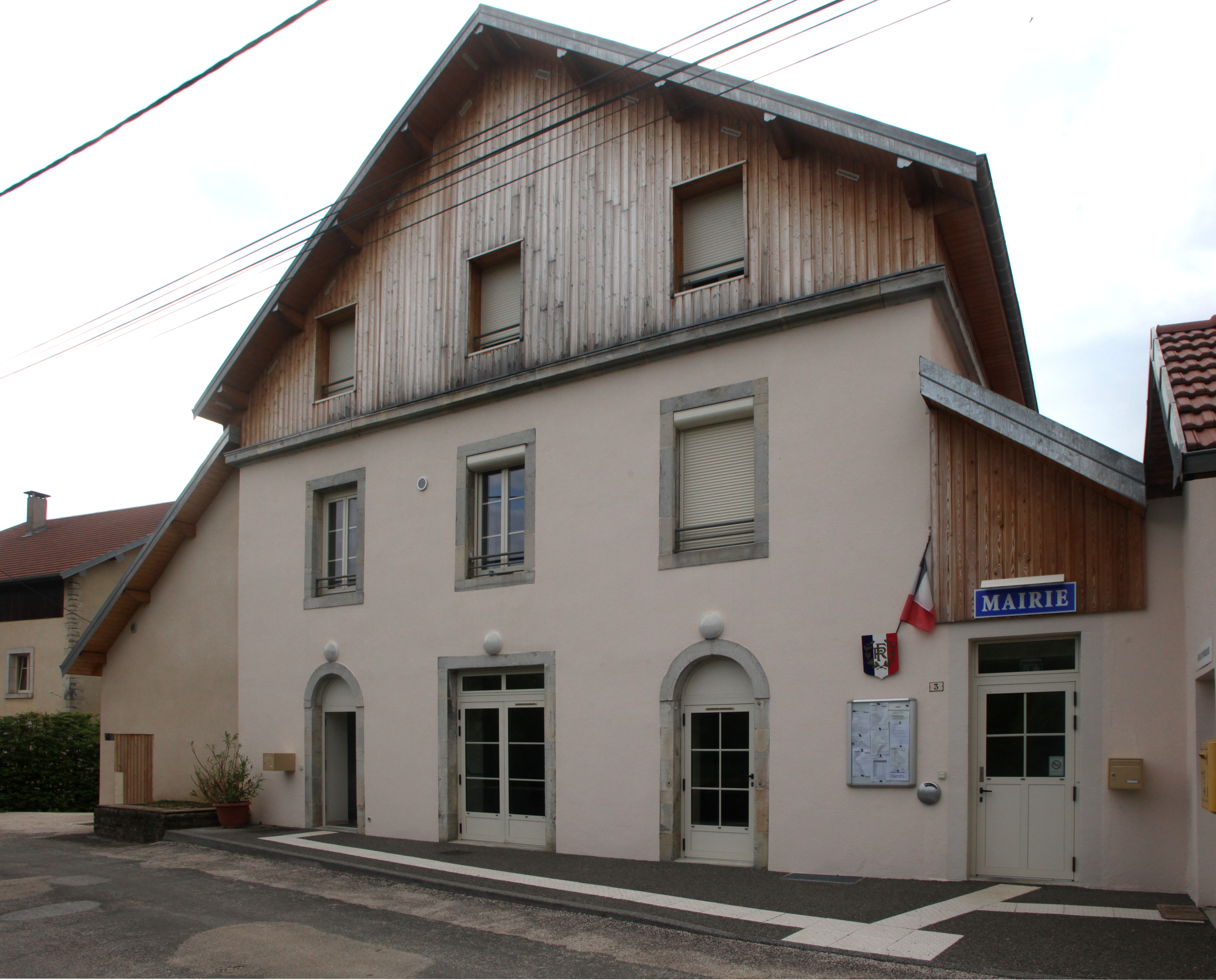
Mairie.
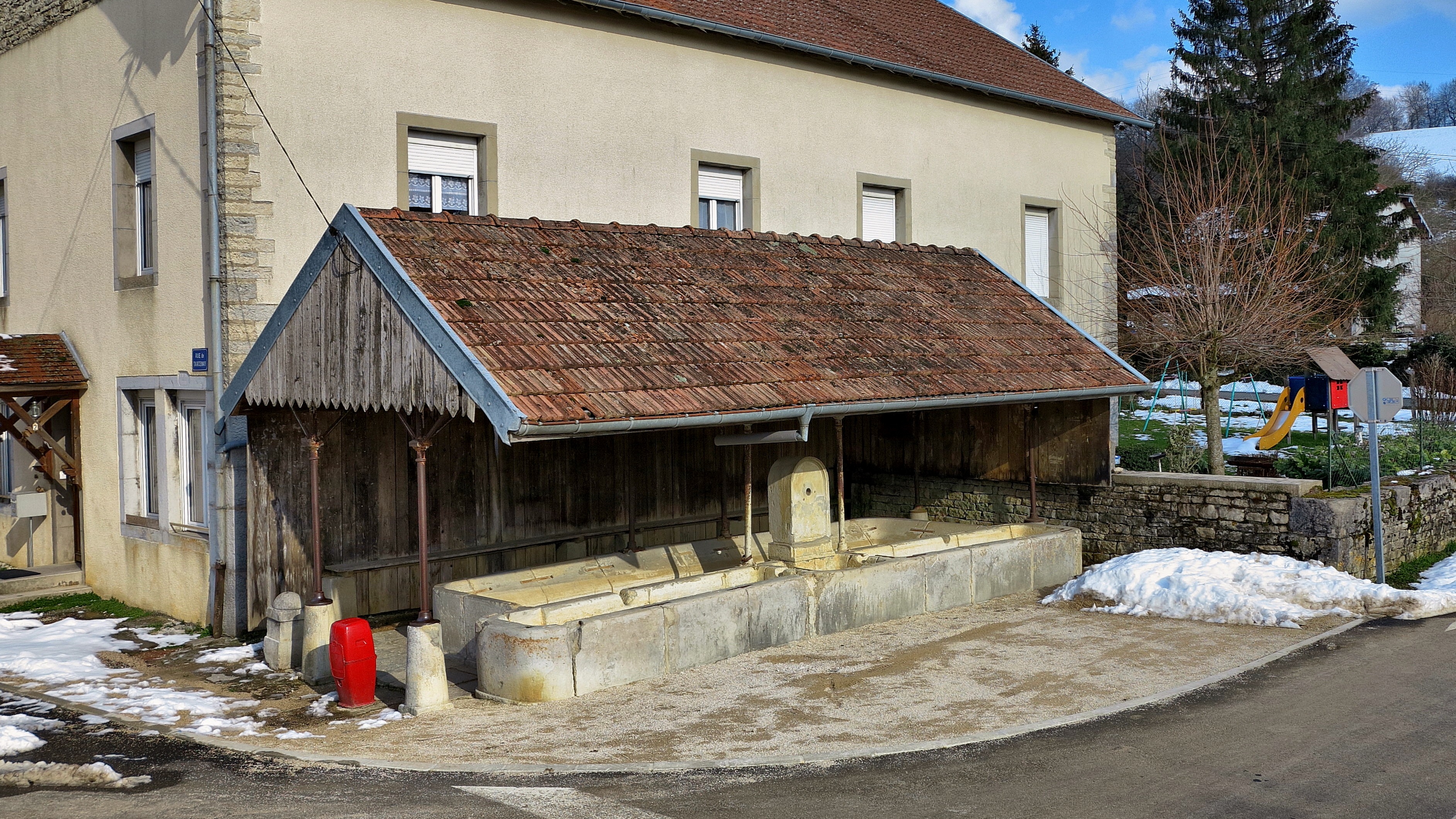
La fontaine-lavoir-abreuvoir.